# Parti socialiste démocratique (Maroc)
Pour les articles homonymes, voir Parti socialiste démocratique.
Le Parti socialiste démocratique (PSD, arabe : حزب الاشتراكي الديمقراطي) est un ancien parti politique marocain né d'une scission de l'Organisation de l'action démocratique populaire (OADP) en 1996. Il a fusionné en 2007 avec l'Union socialiste des forces populaires (USFP).

## Résultats aux élections
Lors de sa participation aux élections législatives de 1997, le Parti socialiste démocratique a obtenu 5 sièges sur les 325 de la chambre basse marocaine. Au scrutin de 2002, le PSD a obtenu 6 sièges.